# Novenke, Novhorod-Siverskîi
Novenke (în ucraineană Новеньке) este un sat în comuna Kovpînka din raionul Novhorod-Siverskîi, regiunea Cernihiv, Ucraina.

## Demografie
Componența lingvistică a localității Novenke
     Ucraineană (83,33%)
     Rusă (16,67%)
Conform recensământului din 2001, majoritatea populației localității Novenke era vorbitoare de ucraineană (83,33%), existând în minoritate și vorbitori de rusă (16,67%).